# Little Tahoma

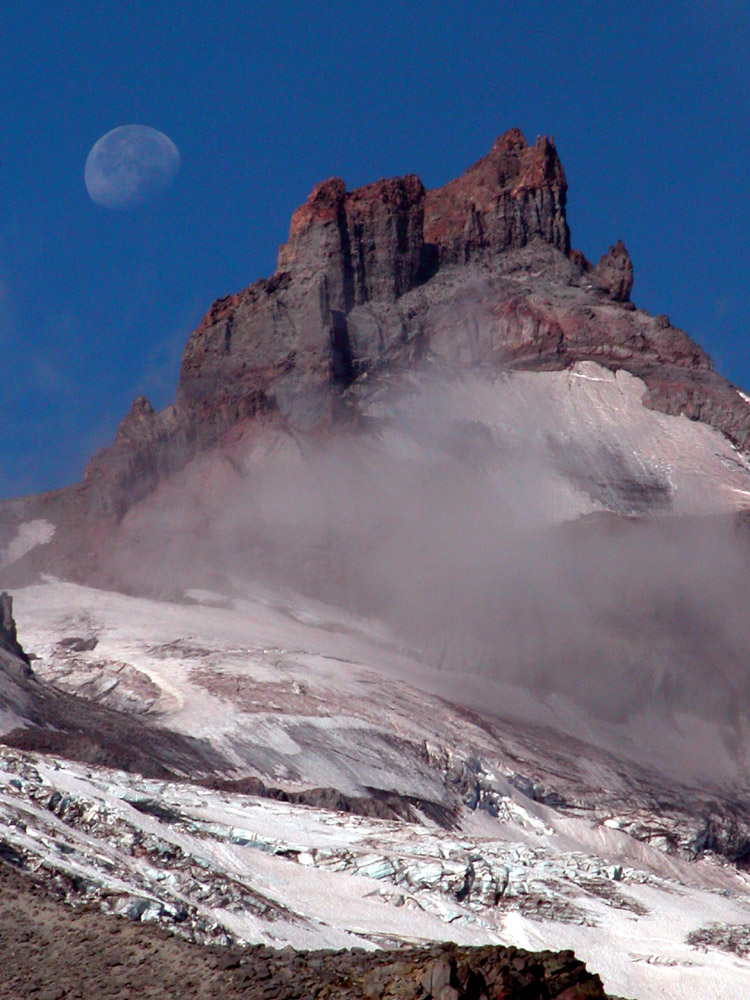
Blick auf Little Tahoma von Summerland

Little Tahoma, auch Little Tahoma Peak, ist ein Nebengipfel des Mount Rainier im US-Bundesstaat Washington. Er ist von der 95 Kilometer entfernten Metropole Seattle aus gut sichtbar.

## Geologie
Der Felsen ist ein vulkanischer Überrest und war einst Teil des Mount-Rainier-Gipfelgebiets, ist durch Erosion jedoch separiert worden. Little Tahoma ist ein brüchiger Felsen, von dem Teile im Jahre 1963 durch eine Schuttlawine auf den unterhalb gelegenen Emmons-Gletscher gerissen wurden.